# David Archambault II
David Archambault II (* in Denver, Colorado), auch bekannt unter seinem Lakota-Namen Tokala Ohitika und als Little Dave, ist ein US-amerikanischer Politiker, Schriftsteller und Indianer-Aktivist aus der Standing Rock Reservation in North und South Dakota. Seit dem 23. Oktober 2013 ist er Vorsitzender der Stammesregierung, des Standing Rock Tribal Council.

## Leben
Seine Jugend verbrachte er in Pine Ridge, einem Indianerreservat im Südwesten South Dakotas, welches von Oglala (Sioux) bewohnt wird. Dort ging er auf die Little Wound School in Kyle, später auf die Standing Rock Grant School. Er studierte am Standing Rock Community College, am Bismarck State College und hat einen Abschluss in Wirtschaftswissenschaften von der North Dakota State University und der University of Mary.
International bekannt wurde der Indianer-Aktivist Archambault durch seinen Widerstand gegen die Dakota Access Pipeline, eine geplante Ölpipeline, die die Frackingfelder im Nordwesten von North Dakota mit Raffinerien in Patoka, Illinois, verbinden soll. Unter anderem sprach er über das Pipeline-Projekt beim UN-Menschenrechtsrat in Genf. Er vertritt den Stamm bei Gerichtsangelegenheiten in Washington, D.C.